# Брати Ріко
«Брати Ріко» — радянський двосерійний телефільм 1980 року, знятий режисером Геннадієм Івановим на кіностудії «Білорусьфільм» за мотивами роману Жоржа Сіменона. 

## Сюжет
Герої фільму — діти італійських емігрантів у США, які пов'язали своє життя з мафією. Гангстерська сага, дія якої починається у 1932 році під час розгулу організованої злочинності, викликаного сухим законом. В одному з районів Нью-Йорка гине Чезаре Ріко, голова сім'ї, чоловік та батько трьох синів. Його випадкова смерть назавжди пов'язала долю вдови Джелії Ріко та її синів із ватажками мафії.

## У ролях
- Геннадій Бортников — Едді Ріко
- Арніс Ліцитіс — Джино Ріко
- Сергій Мартинов — Тоні Ріко
- Людмила Чурсіна — Джулія Ріко, мати братів
- Микола Пеньков — Сід Кубік
- Вітаутас Томкус — Бастон Філ
- Карліс Себріс — Вінче Вітторе
- Анна Твеленьова — Нора
- Антанас Барчас — Данді
- Альгірдас Паулавічюс — Раймондо
- Опанас Трішкін — Розенберг
- Яніс Мелдеріс — Нік Карміне
- Едуардс Павулс — Малакс
- Улдіс Пуцитіс — Марко Феліче
- Гражина Байкштіте — Еліс
- Олена Івочкіна — Моніка
- Улдіс Лієлдіджс — Вілл, шериф
- Віктор Плю — Мак-Джі, господар бару
- Михайло Жигалов — Лон Фінлі
- Паул Буткевич — господар бару
- Аудріс Мелічовас Хадаравічюс — Дарст
- Ромуалдс Анцанс — Чезаре Ріко, батько братів
- Гунта Віркава — Джозефіна
- Володимир Новиков — Майк О'Лірі
- Гедимінас Карка — Фазоллі
- Людмила Солоденко — служниця в будинку Едді Ріко
- Мартіньш Вердіньш — епізод
- Улдіс Ваздікс — епізод
- Олександр Діденко — епізод
- Улдіс-Яніс Вейспалс — епізод
- Леонід Данчишин — епізод
- Лайма Вайкуле — співачка
- Петеріс Лієпіньш — бармен
- Микола Карамишев — епізод
- Тетяна Дзюба — міс Брук, службовець фірми Едді Ріко
- Едуардс Трейманіс — епізод
- Борис Матвєєв — епізод
- Харальд Топсіс — епізод
- А. Грабовський — епізод
- Василь Камкін — епізод
- Ніна Феклісова — епізод
- Альоша Малиновський — епізод
- Ікар Самарджієв — епізод
- Г. Пієлсумс — епізод
- К. Акменс — епізод
- Ю. Шевкуненко — епізод
- Сергій Вагінов — епізод
- Олег Голубицький — епізод
- Валера Каніщев — епізод

## Знімальна група
- Режисер-постановник: Геннадій Іванов
- Сценарист: Владич Недєлін
- Оператор-постановник: Юрій Єлхов
- Композитор: Едуард Артем'єв
- Художник-постановник: Алім Матвійчук